# Dörsthöfe

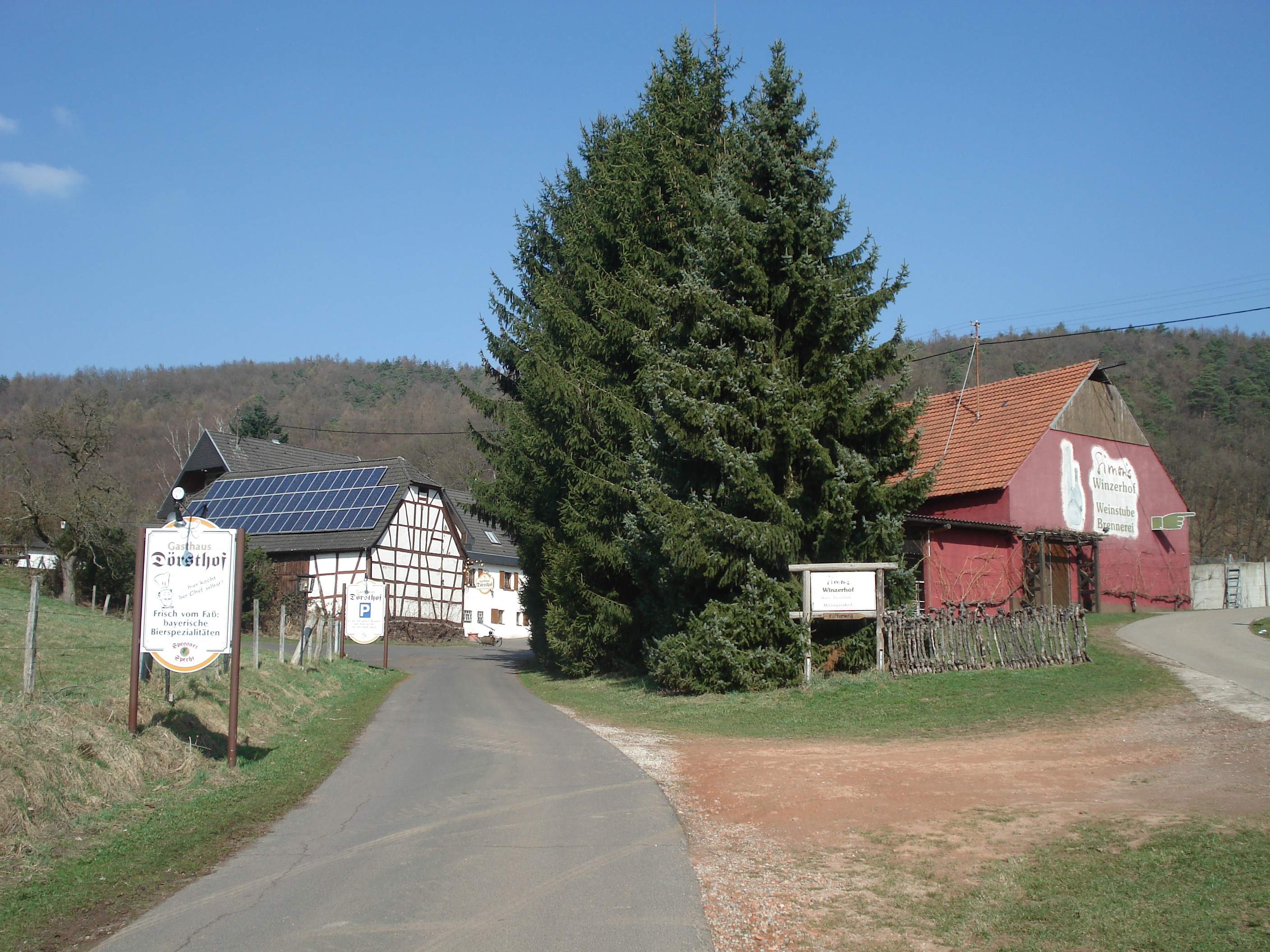
Der rechte Hof der Dörsthöfe

Dörsthöfe ist ein zur Stadt Alzenau gehörender Weiler zwischen Niedersteinbach und Michelbach im bayerischen Spessart in Unterfranken.

## Geographie
Die aus zwei Höfen bestehenden Dörsthöfe liegen im Wolfsgrund, einem Nebental des Kahlgrundes, südlich der Sölzert. Es existieren insgesamt acht Gebäude. Beide Höfe sind durch den Wolfsbach getrennt, der der Kahl zufließt. Unterhalb der Dörsthöfe verlaufen die Staatsstraße 2305, der Kahltal-Spessart-Radweg und der Fränkische Marienweg. Am linken Hang des Wolfsgrundes wird Wein angebaut.

## Name

### Etymologie
Der ursprüngliche Name Dursgesäß besteht aus dem alten Wort geses, das Behausung oder Wohnsitz bedeutet, und dem Personennamen Duro. Der Name bedeutet demnach Duros Heim. Die 1592 angefertigte Jordan'sche Bildkarte zeigt zwei Höfe mit dem Namen Dursgesäß. Weitere Orte in der Region mit dieser Namenswurzel sind Hüttelngesäß, Eidengesäß, Armansgesäß und Mensengesäß.
In manchen Karten findet man auch die Bezeichnung Dörsthof, die aber falsch ist, da es zwei unabhängig voneinander getrennte Höfe sind. Dörsthof ist der Name der Gaststätte, die sich im Hof rechts des Wolfsbaches befindet.

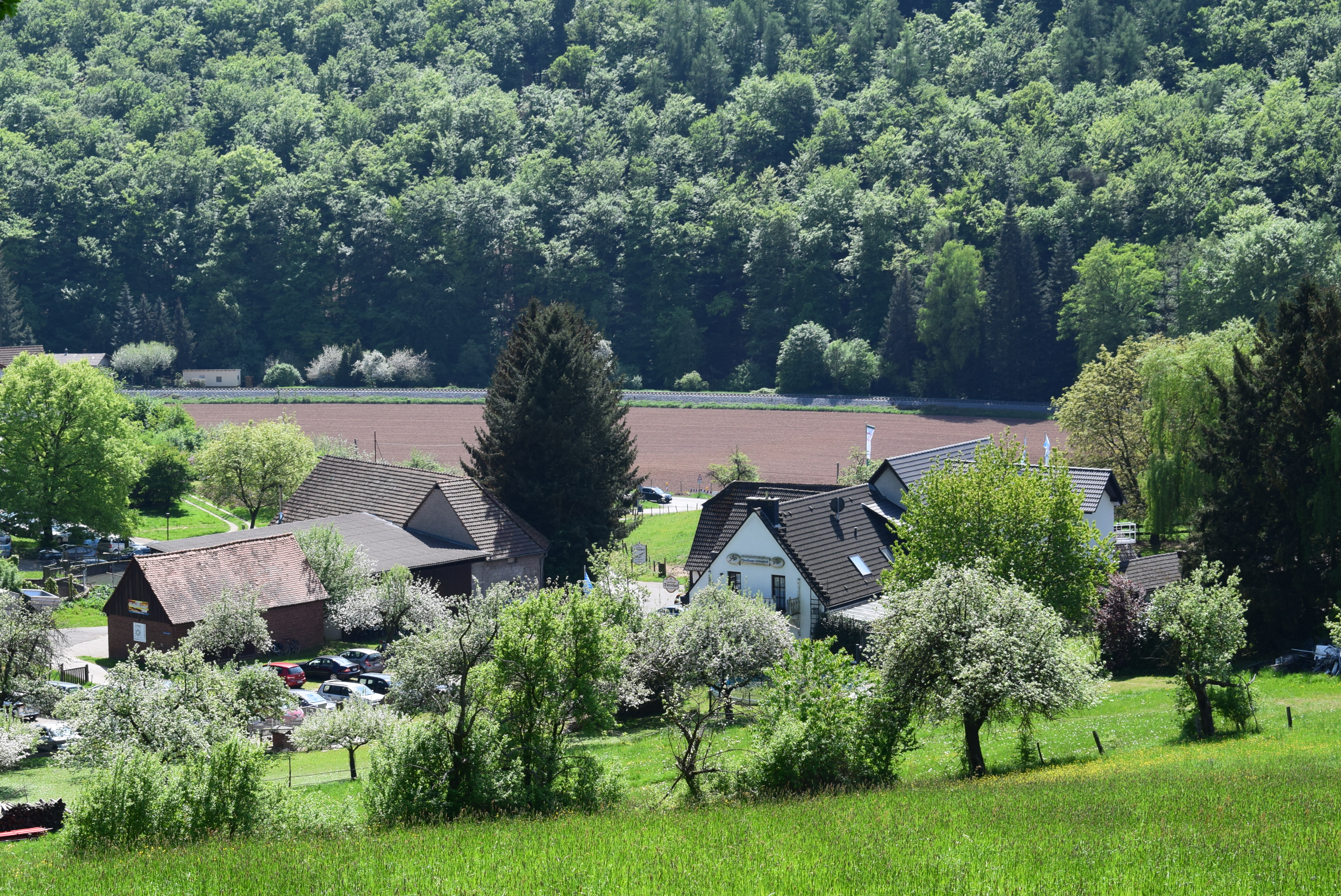
Dörsthöfe von Norden gesehen

### Frühere Schreibweisen
Frühere Schreibweisen des Ortes aus diversen historischen Karten und Urkunden:
- 1562 Durstengsess[1]
- 1836 Dürsthof[2]
- 1842 Rostenhof[3]
- 1846 Dörsthof[4]
- 1860 Dörsthöfe[5]

## Geschichte
Die älteste erhaltene Erwähnung der Dörsthöfe stammt von 1469, als sie als Wirtschaftshof in der Somborner Gemarkung genannt werden. Die Dörsthöfe gehörten im Alten Reich zum Freigericht Alzenau. Während das rechte Besitztum, das aus dem Nachlass der 'Herren von Mespelbrunn' stammt, verhältnismäßig oft die Eigentümer wechselte, blieb das linke als Hofgut seit über 250 Jahren im Besitze einer einzigen Familie. Im frühen Mittelalter scheinen beide Besitztümer vereinigt gewesen zu sein.
Im Jahr 1500 belehnte der römisch-deutsche König Maximilian I. den Erzbischof von Mainz und den Grafen von Hanau-Münzenberg gemeinsamen mit dem Freigericht, das sie nun als Kondominat verwalteten. Da im Freigericht auch zur Zeit des Kondominats die kirchliche Jurisdiktion bei den Erzbischöfen von Mainz verblieb, konnte sich die Reformation – im Gegensatz zur Grafschaft Hanau-Münzenberg – hier nicht durchsetzen. Die Höfe blieben römisch-katholisch.
Von 1601 bis 1605 fand im Freigericht Alzenau eine große Hexenverfolgung statt. In deren Folge wurden auch eine Frau aus den Dörsthöfen auf dem Scheiterhaufen als Hexe lebendig verbrannt.
Als Graf Johann Reinhard III. 1736 als letzter männlicher Vertreter des Hauses Hanau starb, war dessen Erbe hinsichtlich der Grafschaft Hanau-Münzenberg aufgrund eines Erbvertrages der Landgraf von Hessen-Kassel. Ob das Erbe sich auch auf den Hanauer Anteil an dem Kondominat erstreckte, war in den folgenden Jahren zwischen Kurmainz und Hessen-Kassel heftig umstritten. Der Streit endete in einem Kompromiss, dem „Partifikationsrezess“ von 1740, der eine Realteilung des Kondominats vorsah. Es dauerte allerdings bis 1748, bis der Vertrag umgesetzt war. Die Dörsthöfe fielen dabei an Kurmainz.
Der Reichsdeputationshauptschluss des Jahres 1803 schlug das Amt Alzenau der Landgrafschaft Hessen-Darmstadt (ab 1806: Großherzogtum Hessen) zu, die es aber nur 13 Jahre behielt. Im Jahr 1816 trat das Großherzogtum das Amt an das Königreich Bayern ab.
Heute gehören die Höfe zur Stadt Alzenau im Landkreis Aschaffenburg.

### Ausgrabungen

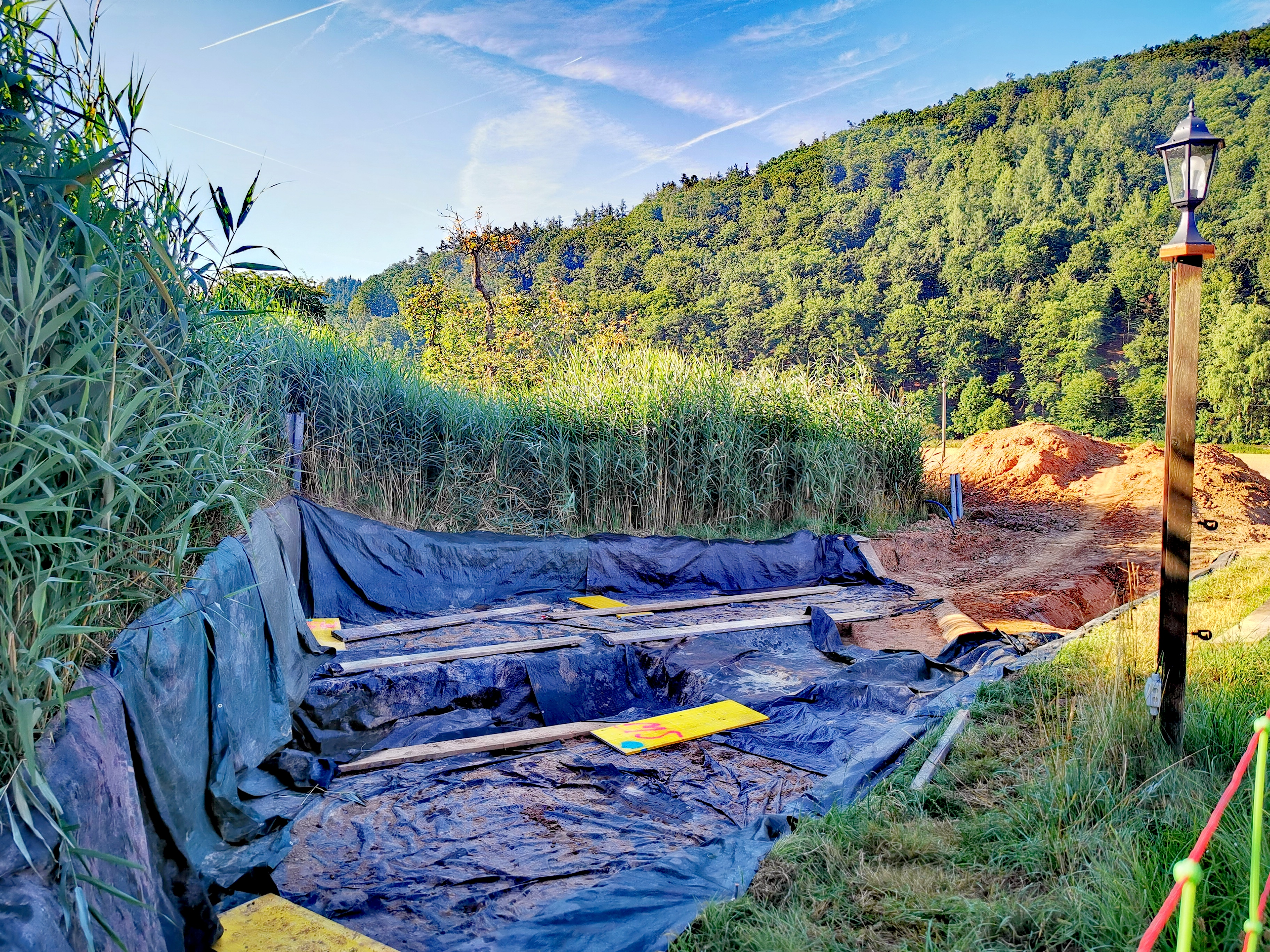
Ausgrabungsstätte im Juli 2022

Mehrere Jahre nachdem bei der Errichtung eines natürlichen Klärbeckens Überreste einer mittelalterlichen Töpferei entdeckt wurden, begannen am 1. Juli 2022 die Grabungen unterhalb der Dörsthöfe. Das Archäologische Spessartprojekt e. V. untersuchen von Juli bis Oktober[veraltet], zusammen mit dem Heimat- und Geschichtsverein Alzenau, der Stadt Alzenau und dem Spessart-Gymnasium ein Areal von knapp 300 Quadratmetern. Man hofft dort die Überreste mehrerer Hofstellen aus dem 14. Jahrhundert, also noch vor der Ersterwähnung, zu finden.